# University Stadium (Albuquerque)
Pour les articles homonymes, voir University Stadium.
L'University Stadium (anciennement Dreamstyle Stadium), est un stade de football américain situé à Albuquerque dans le Nouveau-Mexique.